# Irma Münch

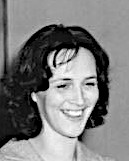
Irma Münch (1962)

Irma Münch (* 15. Mai 1930 in Sonneberg) ist eine deutsche Schauspielerin und Hörspielsprecherin, die vor allem in der DDR auf der Bühne und beim Film arbeitete. Zu ihren bekanntesten Filmen gehören Der Teufelskreis, Ich – Axel Cäsar Springer, Die schwarze Mühle und Aschenbrödel. Einem breiten Fernsehpublikum wurde sie vor allem als Marianne Neumann in der Fernsehserie Familie Neumann bekannt.

## Leben

### Ausbildung und Theater
Irma Münch, Tochter einer Mode-Verkäuferin und eines Arbeiters, wuchs als jüngstes von drei Geschwistern im thüringischen Sonneberg auf. Sie absolvierte zunächst eine Ausbildung als Schneiderin. Von 1948 bis 1951 besuchte sie schließlich die Schauspielschule des Deutschen Theaters in Berlin. Von 1951 bis 1953 hatte sie ihr erstes festes Engagement am Staatstheater in Schwerin. Es folgten von 1953 bis 1958 das Hans Otto Theater in Potsdam und von 1958 bis 1966 das Deutsche Theater in Berlin. Münch interpretierte ein breites Repertoire, das Stücke von Maxim Gorki, die deutschen Autoren der Klassik und Romantik, das Theater der Jahrhundertwende, aber auch Stücke der Moderne und des zeitgenössischen Theaters umfasste. Sie arbeitete dabei mit renommierten Regisseuren wie Wolfgang Langhoff und Friedo Solter zusammen.
Nach mehrjähriger Abstinenz auf der Bühne übernahm Münch in der Spielzeit 2015/16 am Theater Konstanz an der Seite von Hermann Beyer in Treffen am Nachmittag, einem ursprünglich als Rundfundhörspiel konzipierten Kammerstück von Henning Mankell, ein Ehepaar, das sich vor mehr als 20 Jahren „in aller Freundschaft“ getrennt hat und nun sich scheiden lassen möchte. Kirsten Stina Michelsdatter schrieb für sie und ihren Spielpartner Beyer das Stück Schwarz ohne Zucker. Die Uraufführung fand 2015 in Dresden am Societaetstheater statt und war auch in der Volksbühne Berlin, am Theater Konstanz und am Hans Otto Theater zu sehen.
Im November 2017 war sie, erneut am Theater Konstanz, in dem Theaterstück Gestern ist auch noch ein Tag, in dem sie mit ihrer Schwiegertochter Hannelore Koch zusammen auf der Bühne stand. Das Stück handelt von einer konfliktreichen Begegnung zwischen Mutter und Tochter. Als Irma Münch ihre Berliner Wohnung verließ und zur Theateraufführung nach Konstanz reiste, „habe sie gedacht: Das ist jetzt das letzte Mal, dass ich zu einer Premiere fahre.“ In einem Interview anlässlich der Uraufführung äußerte sie sich auch zu der Frage, warum sie als eine der bekanntesten DDR-Schauspielerinnen nach 1990 keine Film- und Fernsehrollen mehr bekam. Sie sagte: „Und justament 1990, nach der sogenannten Wende und mit der Auflösung des Deutschen Fernsehfunks, wurde ich Rentnerin. [Nach der Entlassung als Rentnerin] sollten wir zu den Fernsehanstalten gehen und um Arbeit bitten. […] Das musste ich nicht, und das war ein Gottesgeschenk. Es war aber auch ein Nachteil. Ich dachte mir nämlich, so unbekannt kann ich ja nicht sein, es wird doch jemand bei dir anklopfen … aber Pustekuchen! […] Und dann kam mein blöder Stolz –  nee! Den musste ich büssen […] ich wäre mir wie ein Wendehals vorgekommen. Vielleicht auch ein falscher Stolz?“
In der Spielzeit 2021/22 spielte Münch am Goethe-Theater Bad Lauchstädt unter der Regie von Anna Siegmund-Schultze in Gotthold Ephraim Lessings Trauerspiel Emilia Galotti und in Friedrich Schillers Drama Kabale und Liebe.

### Film und Fernsehen

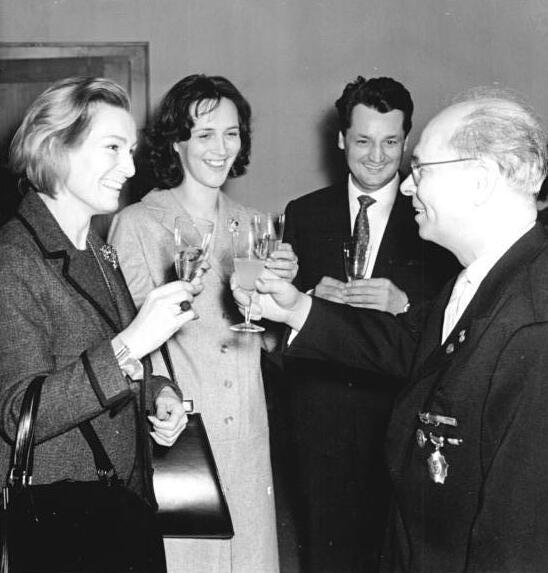
Inge Keller, Irma Münch und Horst Drinda gratulieren Alexander Abusch zum 60. Geburtstag (1962)

Münch wirkte in über 70 Film- und Fernsehproduktionen. Im Jahr 1954 stand sie in dem Kurzfilm Das Stacheltier – Ein freier Mensch erstmals vor der Kamera. 1956 debütierte sie in dem DEFA-Spielfilm Der Teufelskreis, der den Reichstagsbrand thematisiert, als Journalistin Herta Ring auf der Kinoleinwand. 1965 war sie in Kurt Maetzigs Drama Das Kaninchen bin ich, eine Adaption des Romans Maria Morzeck oder Das Kaninchen bin ich von Manfred Bieler, als Gabriele Deister in einer der Hauptrollen zu sehen. Der Film war bis 1990 in der DDR verboten, da er sich kritisch mit dem Sozialismus und insbesondere mit der Strafjustiz auseinandersetzte.
Von 1966 bis 1991 war Münch Mitglied des Schauspielensembles des Deutschen Fernsehfunks (DFF) in der DDR. In dem Fernseh-Fünfteiler Ich – Axel Cäsar Springer (1968/1970) übernahm sie die Rolle der Dressurreiterin Rosemarie Springer. In den Jahren 1974 und 1976 spielte sie in den für das Fernsehen der DDR produzierten Bühnen-Komödien Das Wunschkind und Frauen sind Männersache gemeinsam mit Herbert Köfer ein Ehepaar. In dem DEFA-Märchenfilm Die schwarze Mühle übernahm sie 1975 die Rolle der Mutter des von Klaus Brasch gespielten Krabat. 1976 spielte sie die Stiefmutter in dem Märchenfilm Aschenbrödel nach der gleichnamigen Vorlage des russischen Schriftstellers Jewgeni Lwowitsch Schwarz. 1978 war sie als Hanna in einer Folge der Fernsehserie Rentner haben niemals Zeit zu sehen. Klaus Gendries besetzte spielte sie 1982 an der Seite von Reimar Johannes Baur als Filmeltern der von Simone Thomalla dargestellten Franziska Lammert in der Erasmus-Schöfer-Verfilmung Abgefunden. Späte Popularität erlangte sie an der Seite von Herbert Köfer als dessen Ehefrau Marianne Neumann durch die Fernsehserie Familie Neumann und deren Fortsetzung Neumanns Geschichten, die sie von 1984 bis 1986 spielte. In dem sechsteiligen Fernsehfilm Sachsens Glanz und Preußens Gloria verkörperte sie 1985/87 die Rolle der Königin Maria Josepha, die Frau von August III. Eine weitere historische Rolle übernahm sie 1987 in Wolf-Dieter Panses Dreiteiler Bebel und Bismarck als Johanna von Bismarck. 1988 war sie neben Hansjürgen Hürrig und Jaecki Schwarz unter der Regie von Jurij Kramer in Stunde der Wahrheit als Lehrerin Frau Wiebke zu sehen. 1991 spielte sie als Gerda Rauschert in der DFF-Justizfernsehserie Mit Herz und Robe und in der DFF-Familienserie Luv und Lee als Christel Küttner durchgehende Nebenrollen. In der Fernsehserie Feuerwache 09, der letzten Serienproduktion des DFF, spielte sie in vier Folgen die Rolle der Frau Fiebach.
Nach der Deutschen Wiedervereinigung und der Auflösung des Deutschen Fernsehfunks waren die Rollenangebote für Münch rar geworden. Im Jahr 1992 war sie in dem Film Die Spur des Bernsteinzimmers zu sehen. 1995 übernahm sie eine Gastrolle in der Serie Für alle Fälle Stefanie. In den Jahren 1998 und 2004 spielte Münch Gastrollen in der ARD-Krankenhausserie In aller Freundschaft. Letztmals stand sie im Jahr 2012 als Britta für den Kurzfilm Weisser Amur an der Seite von Hermann Beyer vor der Kamera.

### Hörspielarbeiten und Lesungen
Neben ihren Arbeiten am Theater und in Film und Fernsehen sprach Münch ab 1951 zahlreiche Hörspiel- und Hörbuchproduktionen ein. Von 1959 bis 1991 wirkte sie kontinuierlich in zahlreichen Hörspielproduktionen für den Rundfunk der DDR mit.
Münch veranstaltete zusammen mit ihrem Ehemann Hans-Peter Minetti literarische Leseabende mit deutschen Balladen und Lyrik aus acht Jahrhunderten, mit dem 2002 beim Label Naxos auf CD erschienenen Programm Liebesgedichte – Vom Mittelalter bis heute stellten sie erotische Poesie von den Minnesängern Gottfried von Straßburg und Walther von der Vogelweide über Rainer Maria Rilke bis hin zu Peter Hacks vor.

### Privates
Irma Münch war mit dem Schauspieler Hans-Peter Minetti bis zu dessen Tod im November 2006 verheiratet. Ihr gemeinsamer Sohn Daniel Minetti (* 1958), ihre Schwiegertochter Hannelore Koch (* 1951), sowie ihre Enkelin Anne-Elise Minetti (* 1988) ergriffen ebenfalls den Schauspielberuf. Münch lebt in Berlin.

## Filmografie

### Kino
- 1956: Der Teufelskreis
- 1956: Genesung
- 1959: Maibowle
- 1960: Trübe Wasser
- 1963: Reserviert für den Tod
- 1964: Die Maskierten
- 1965: Das Kaninchen bin ich
- 1967: Das Mädchen auf dem Brett
- 1968: Frauen in Ravensbrück (Dokumentarfilm, Sprecherin)
- 1971: Kennen Sie Urban?
- 1971: KLK an PTX – Die Rote Kapelle
- 1971: Rosa Luxemburg – Stationen ihres Lebens (Sprecherin)
- 1972: Trotz alledem!
- 1972: Laut und leise ist die Liebe
- 1980: Die Verlobte
- 1989: Die Tänzerin
- 1992: Die Spur des Bernsteinzimmers
- 2012: Weisser Amur (Kurzfilm)

### Fernsehen

#### Fernsehfilme
- 1959: Die Geier der Helen Turner
- 1961: Die heilige Johanna von Amerika
- 1961: Der Schatten
- 1962: Geboren unter schwarzen Himmeln (Fünfteiler)
- 1964: Onkel Wanja
- 1965: Parkstraße 13
- 1966: Irrlicht und Feuer (Zweiteiler)
- 1966: Pitaval des Kaiserreiches: Die Ermordung des Rittmeisters von Krosigk
- 1967: Der Snob
- 1969: Verschwörung
- 1968–1970: Ich – Axel Cäsar Springer (Fünfteiler)
- 1970: Tanja
- 1971: Anlauf
- 1971: Mein Freund
- 1971: Tod in der Kurve
- 1971: Gesine
- 1972: Invasion
- 1972: Gartenparty
- 1973: Die klugen Dinge
- 1974: Das Wunschkind
- 1974: Unser blaues Dach
- 1974: Der Sommer der 17. Puppe
- 1975: Die schwarze Mühle
- 1976: Daniel Druskat (Fünfteiler)
- 1976: Eine Chance für Manuela
- 1976: Alle meine Kinder
- 1976: Frauen sind Männersache
- 1976: Aschenbrödel
- 1978: Glücksperlen
- 1979: Abschied vom Frieden (Dreiteiler)
- 1981: Die Mutter
- 1982: Abgefunden
- 1985/87: Sachsens Glanz und Preußens Gloria (Sechsteiler)
- 1987: Bebel und Bismarck (Dreiteiler)
- 1987: Liebe anderswo
- 1987: Sidonies Bilder
- 1988: Stunde der Wahrheit
- 1989: Der Mann im Schrank

#### Fernsehserien und -reihen
- 1954: Das Stacheltier – Ein freier Mensch
- 1962: Das Stacheltier – Wildweststory
- 1967: Kriminalfälle ohne Beispiel (Folge Der Fall Timo Rinnelt)
- 1969: Rendezvous mit Unbekannt (Folge Ferien am See)
- 1971: Der Staatsanwalt hat das Wort: Anatomie eines Unfalls
- 1976: Polizeiruf 110: Schwarze Ladung
- 1977: Polizeiruf 110: Des Alleinseins müde
- 1978; 1990: Schauspielereien (verschiedene Rollen, 2 Folgen)
- 1978: Rentner haben niemals Zeit (Folge Der Fund)
- 1984–1986: Familie Neumann/Neumanns Geschichten (31 Folgen)
- 1988: Polizeiruf 110: Ihr faßt mich nie!
- 1988: Polizeiruf 110: Still wie die Nacht
- 1991: Mit Herz und Robe (7 Folgen)
- 1991: Luv und Lee (6 Folgen)
- 1991: Feuerwache 09 (4 Folgen)
- 1995: Für alle Fälle Stefanie (Folge Ein starkes Stück)
- 1998; 2004: In aller Freundschaft (verschiedene Rollen, 2 Folgen)

## Theater (Auswahl)
- 1957: Maxim Gorki: Die Feinde (Schauspielerin Tatjana) – Regie: Gerhard Meyer (Hans Otto Theater Potsdam)
- 1960: Peter Karvaš: Mitternachtsmesse (Tochter) – Regie: Ernst Kahler (Deutsches Theater Berlin – Kammerspiele)
- 1962: Friedrich Schiller: Wilhelm Tell (Berta von Bruneck) – Regie: Wolfgang Langhoff (Deutsches Theater Berlin)
- 1967: Friedhold Bauer: Baran oder die Leute im Dorf (Junge Frau) – Regie: Friedo Solter (Deutsches Theater Berlin – Kammerspiele)
- 2017: Kirsten Stina Michelsdatter: Gestern ist auch noch ein Tag (Mutter) – Regie: Andreas Pirl (Theater Konstanz)
- 2021: Gotthold Ephraim Lessing: Emilia Galotti – Regie: Anna Siegmund-Schultze (Goethe-Theater Bad Lauchstädt)
- 2021: Friedrich Schiller: Kabale und Liebe – Regie: Anna Siegmund-Schultze (Goethe-Theater Bad Lauchstädt)

## Hörspiele (Auswahl)
- 1961: Günter Koch/Manfred Uhlmann: Mordsache Brisson – Regie: Hans Knötzsch (Dokumentation – Rundfunk der DDR)
- 1968: Michail Schatrow: Bolschewiki – Regie: Wolf-Dieter Panse (Hörspiel – Rundfunk der DDR)
- 1974: Hans-Ulrich Lüdemann: Blümlein ist gegangen (Mutter Abel) – Regie: Fritz Göhler (Hörspiel – Rundfunk der DDR)
- 1982: Rolf Wohlgemuth: Auf der Schaukel – Regie: Werner Grunow (Hörspiel – Rundfunk der DDR)

## Auszeichnungen
- 1975: Vaterländischen Verdienstorden in Bronze[15]